# Río Cuarto
Río Cuarto este un oraș din provincia Córdoba în Argentina. În 2005 avea o populație totală de 149.986 locuitori.